# 森山泰年
森山 泰年（もりやま やすとし、1957年8月4日 - ）は、日本のレスリング選手。岡山県出身。全日本選手権で男子歴代最多となる14連覇を誇る。オリンピック3大会連続出場。

## 経歴
東岡山工業高校、東洋大学で柔道に熱中。自衛隊体育学校では自衛隊柔道3連覇を達成した後、レスリングに本格転向。航空自衛官。
1982年に全日本選手権グレコローマン82kg級で優勝すると、同級で3連覇後、90kg級でも連覇を続け、2階級で14連覇という前人未到の記録を打ち立てた。最後の優勝は38歳の時で、2015年に永田克彦が42歳で優勝するまで最年長優勝記録だった。
オリンピックにもロサンゼルス・ソウル・バルセロナの3大会連続で出場。3大会とも2回戦敗退に終わっている。